# Gaetano Giallanza
Gaetano Giallanza (* 6. Juni 1974) in Dornach ist ein ehemaliger italienischer Fussballspieler, der in der Schweiz aufgewachsen ist.

## Karriere
Gaetano Giallanza kann eine erfolgreiche Karriere als Profifussballer vorweisen. Er war 15 Jahre im internationalen Profigeschäft als Spieler tätig.
Seine Profikarriere begann in der Saison 1992/93 beim FC Basel. Die Basler Fussballlegende «Karli» Odermatt lotste ihn zum Verein. Die Karriere war lanciert, und nach seiner ersten Saison in der obersten Schweizer Liga wechselte er zu Servette Genf und wurde gleich Schweizer Meister. Dort spielte er die Saison 1993/94. In den darauffolgenden Saisons wechselte er erneut den Verein, 1994/95 war er beim BSC Young Boys tätig. In dieser Saison wurde er Torschützenkönig. In der Saison 1995/96 wechselte er zum FC Sion, wo er Cupsieger wurde, bevor er in der Saison 1996/97 zum FC Basel zurückkehrte. Nach dieser Spielzeit wurde Giallanza für die damalige Rekordsumme von über 3 Millionen Franken zum FC Nantes in die erste französische Liga transferiert. Nach wie vor figuriert er unter den 10 teuersten Transfers, welche der FC Basel abgeschlossen hat. Die Saison im Nordwesten von Frankreich spielte er nicht ganz zu Ende; kurz vor Saisonende wurde er nach England in die Premier League zu den Bolton Wanderers ausgeliehen. In der englischen Liga spielte er gegen Grössen wie Desailly oder Vialli. Die nächste Station in seiner Karriere war wieder die Schweiz, wo er beim FC Lugano in der Saison 1998/99 auf Torjagd ging.
Nach einem Jahr beim FC Nantes, Saison 1999/00, stand er wieder in England unter Vertrag bei Norwich City, wo er bis Ende der Saison 2001/02 spielte. Zum Start der Saison 2003/04 spielte er wieder beim BSC Young Boys mit der Nummer 27. Von der Saison 2004/05 an spielte er zwei Jahre für den FC Aarau mit der Nummer 7, bevor er zur Saison 2006/07 wieder nach England zum Darlington FC wechselte.
Nach Ende seiner Karriere blieb er dem Fussball treu. Er war zwei Jahre als Berater für die renommierte englische Spielerberatungsagentur BHP Sport tätig. Dort schuf er sich ein umfassendes Netzwerk mit ersten wichtigen Kontakten. Nebenbei liess sich Giallanza zum Trainer ausbilden. Heute führt er unter dem Namen Giallanza Sport GmbH seine eigene Agentur, wo er Spieler wie Fabian Frei, Timm Klose oder Philippe Koch in der Karriereplanung und Öffentlichkeitsarbeit betreut.

## Erfolge
- 1993/94 Schweizer Meister mit Servette Genf
- 1995/96 Cupsieger mit FC Sion
- 1994/95 Torschützenkönig mit dem BSC Young Boys
- 1996/97 2. im Torschützenklassement mit dem FC Basel

Tore:

Schweiz: 165 Spiele / 80 Tore

England: 30 Spiele / 12 Tore

Frankreich: 8 Spiele / 3 Tore

UEFA-Cup: 8 Spiele / 5 Tore

## Vereine
- 1992/93 FC Basel
- 1993/94 Servette Genf
- 1994/95 BSC Young Boys
- 1995/96 FC Sion
- 1996/97 FC Basel
- 1997/98 FC Nantes
- 1998 Bolton Wanderers
- 1998/99 FC Lugano
- 1999/00 FC Nantes
- 2000–2002 Norwich City
- 2003/04 BSC Young Boys
- 2004–2006 FC Aarau
- 2006/07 Darlington FC